# Johann Beck (Missionar)

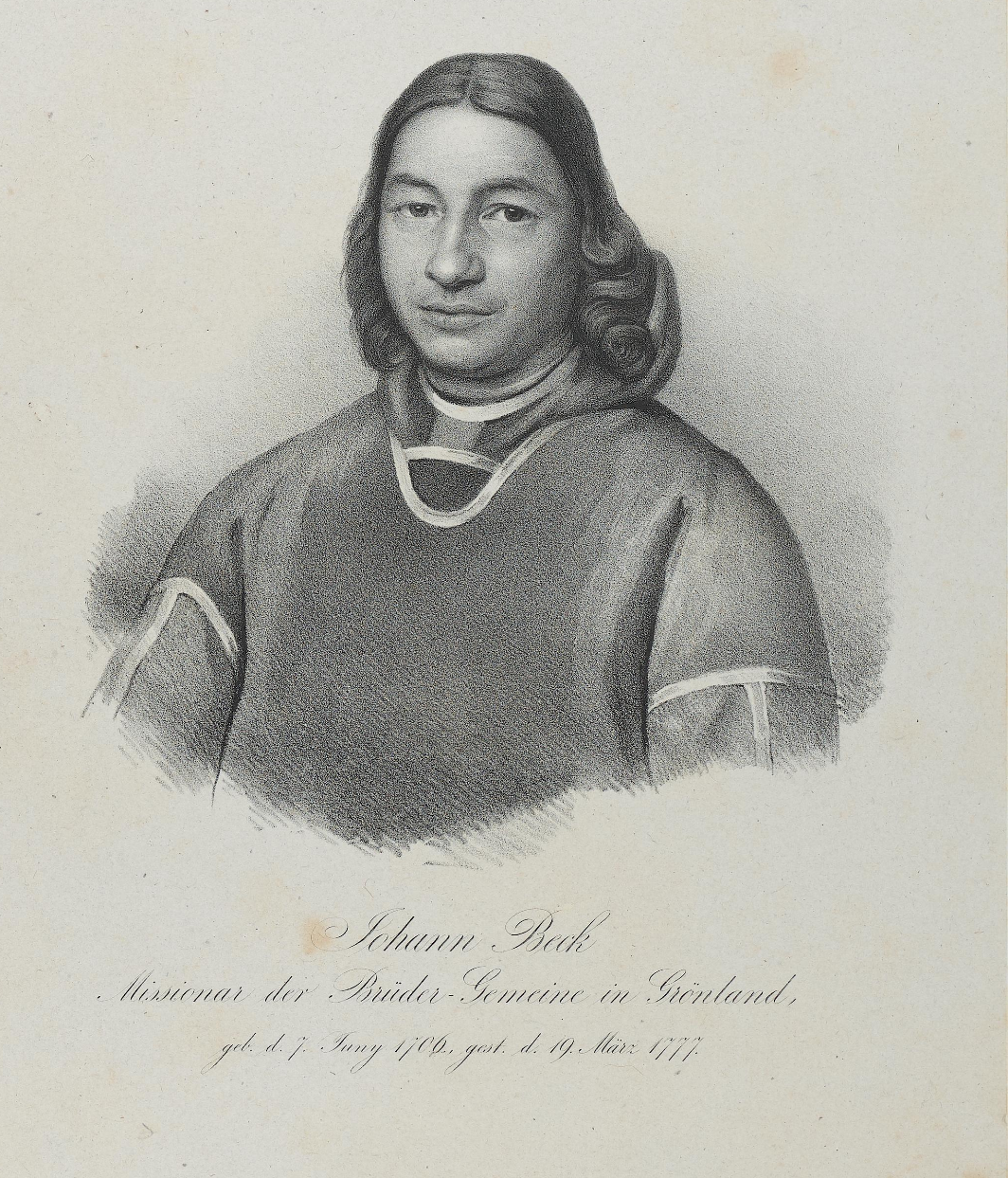
Johann Beck

Johann Beck (* 7. Juni 1706 in Kreuzendorf (Gołuszowice), Herzogtum Jägerndorf; † 19. März 1777 in Lichtenfels (Akunnaat), Grönland) war ein Missionar der Herrnhuter Brüdergemeine.

## Leben

### Herkunft und Jugend
Johann Beck war der Sohn des Bauern Kaspar Beck. Sein Großvater Jacob Beck stammte aus dem tschechisch-schlesischen Ort Gotschdorf (Hošťálkovy) westlich von Jägerndorf (Krnov), das sich heute an der Grenze zwischen Tschechien und Polen befindet, damals aber zum Herzogtum Jägerndorf. Er wurde im Zuge der Rekatholisierung Schlesiens in der Mitte des 17. Jahrhunderts wegen seines evangelischen Glaubens inhaftiert und misshandelt und starb bald darauf an den Folgen. Die Witwe wurde mit den Kindern ins 20 km entfernte heute polnische Leobschütz (Głubczyce) verbannt, weil sie sich weigerte zum Katholizismus zu konvertieren. Zwar blieb sie selbst evangelisch, konnte aber nicht den Übertritt ihrer beiden Söhne zur römisch-katholischen Kirche verhindern. Johann Becks Vater blieb dem Protestantismus dennoch ebenfalls verbunden, traf sich mit Gleichgesinnten zum Studium der Bibel und lehrte seinen Kindern das selbstständige Lesen, damit sie nicht in der Schule zu stark vom Katholizismus beeinflusst wurden. Obwohl Johann Beck somit offiziell Katholik war, sah er sich innerlich immer noch als Protestant.

### Religiöser Widerstand in Kreuzendorf und Flucht nach Herrnhut
Johann Beck wurde 1731 Kutscher eines katholischen Pastors in seinem Geburtsort Kreuzendorf (Gołuszowice), einem Nachbarort von Leobschütz. In dieser Zeit hatte er nach eigenen Angaben ein religiöses Erlebnis, das er als eine Lebenswende beschrieb. Daraufhin begann er mit Nachbarn über dieses Erlebnis zu sprechen und somit eine Gruppe Gleichgesinnter um sich zu sammeln, zuletzt „beinahe zwei ganze Dörfer“. Dadurch geriet er in Konflikt mit den Obrigkeiten und wurde mehrfach verhört.
Schließlich wurden mehrere Hundert Bewohner, die mit Johann Beck Kontakt hatten, in Soppau (Zopowy) verhört, wo sie sich beugten und zum Katholizismus bekannten. Lediglich Johann Beck selbst und sein Freund Johann Hadwig blieben standhaft. Sein katholischer Arbeitgeber hatte noch versucht ihn zu überreden, sich ebenfalls zum Katholizismus zu bekennen, aber insgeheim seinem eigenen Glauben treu zu bleiben, was Johann Beck ablehnte. Er wurde deswegen in den Kerker geworfen, wo er regelmäßig gefoltert wurde und kaum Essen erhielt. Es gelang Beck und Hadwig eines Tages, aus ihren Zellen zu entkommen, sich ihrer Fesseln zu entledigen und mittels Holzbrettern die Gefängnismauer zu überwinden. Eine Magd hatte sie beobachtet und Alarm geschlagen, sodass man sie mit Hunden und Pferden verfolgte, aber nach einer halben Stunde gelang es zu entkommen.
Beide liefen mehrere Tage lang ohne Geld umher, während sie auf dem Weg um Brot bettelten. Eigentlich wollten sie ins protestantische Breslau (Wrocław), das etwa 120 km nördlich von Soppau liegt. Etwa 30 km vor Breslau wurden sie in Schweinbraten (Świnobród) von einem Mann aufgenommen, der ihnen von der Herrnhuter Brüdergemeine erzählte. Beide beschlossen stattdessen nach Herrnhut zu ziehen. Zuvor wollte er aber zu seiner Familie zurückkehren, um seine Schwester Elisabeth zu besuchen. Auf dem Rückweg traf er in Pommerswitz (Pomorzowice) einen Mann, der ebenfalls der Herrnhuter Brüdergemeine angehörte, der ihnen den Weg nach Herrnhut erklärte. Als er seine Schwester traf, erzählte sie, dass ihr Vater einige Tage gefangen gehalten worden war und dass ihr Haus von Wächtern umstellt und bewacht worden war, die Johann Beck erschießen sollten, sobald er nach Hause käme. Anschließend machten sie sich auf den Weg ins 230 km entfernte Herrnhut, wo sie am 31. Mai 1732 ankamen.

### Missionstätigkeit in Grönland

#### Erfolglose Anfänge

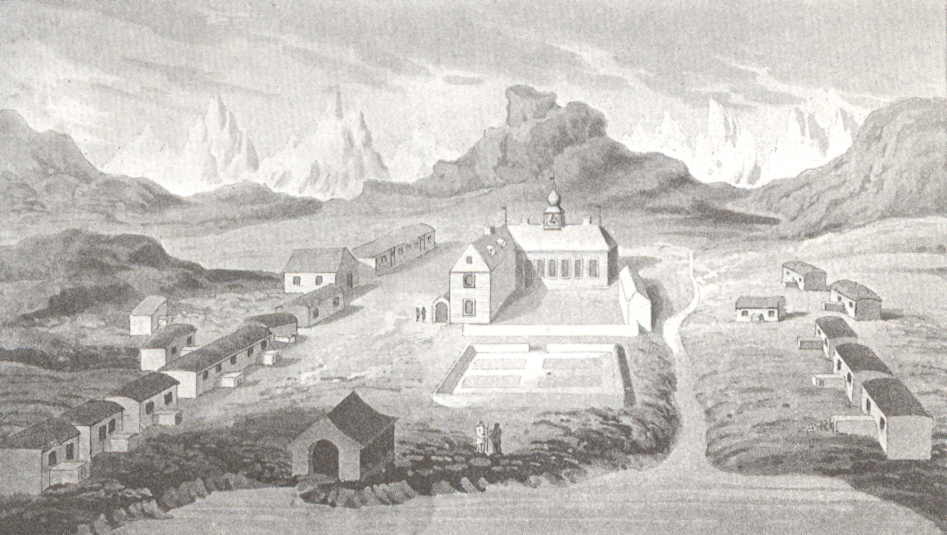
Neu-Herrnhut (Noorliit) im Jahr 1770

1733 wurden mit Christian David, Matthäus Stach und Christian Stach die ersten Herrnhuter Missionare nach Grönland geschickt, wo sie eigentlich Hans Egede bei seiner Missionierung der Inuit unterstützen sollten. Noch im selben Jahr forderte Matthäus Stach ihn in einem Brief auf im Folgejahr ebenfalls nach Grönland zu kommen, wozu sich sowohl Johann Beck als auch die Brüdergemeine bereiterklärten. Ende des Jahres besuchte er noch einmal seine Familie in Schlesien und reiste anschließend am 10. März 1734 gemeinsam mit Friedrich Böhnisch nach Kopenhagen, von wo aus sie mit dem Schiff nach Grönland segeln sollten. In Grönland hatten die Dänen bisher nur eine aktive Kolonie, nämlich die 1728 gegründete Kolonie Godthaab im heutigen Nuuk, während die Herrnhuter 1733 in direkter Nachbarschaft in Noorliit ihre Missionsstation Neu-Herrnhut gegründet hatten. 1734 sollte die neue dänische Kolonie Christianshaab in Qasigiannguit gegründet werden und Beck und Böhnisch durften auf einem Handelsschiff mitfahren, dass die neue Kolonie anlegen sollte. Sie erreichten somit die Diskobucht, wo sie mithalfen die Kolonie zu errichten, und reisten anschließend nach Nuuk und kamen am 8. August 1734 in der Missionsstation an.
Die Herrnhuter Missionare waren dabei gemeinsam mit Poul Egede die grönländische Sprache zu erlernen, da dies die einzige Möglichkeit war, um Kontakt zur Bevölkerung herzustellen und sie missionieren zu können. Weil sich dies als schwieriger als gedacht herausstellte, waren Christian David und Christian Stach bereits dabei aufzugeben und nach Europa zurückzureisen, entschieden sich aber bei der Ankunft von Johann Beck und Friedrich Böhnisch um. Sie setzten somit ihr Sprachstudium fort. Dennoch erklärten lediglich Matthäus Stach, Johann Beck und Friedrich Böhnisch sich dazu bereit ihr ganzes restliches Leben in Grönland zu Missionszwecken verbringen zu wollen. Im Jahr 1735 blieb die Lebensmittellieferung von Kopenhagen aus und die Bevölkerung weigerte sich sie zu versorgen, sodass die Missionare von Muscheln und Seegras leben mussten. In dieser Notlage schlossen sie engere Bekanntschaft mit einem Grönländer, der sie mit Robbenfleisch versorgte. Die übrige grönländische Bevölkerung sah mit Veracht auf die Missionare, die sich nicht selbst versorgen konnten und somit in ihren Augen nicht geeignet waren, ihnen irgendetwas beizubringen. Im Mai 1736 traf ein holländisches Schiff mit Briefen und Proviant ein, die ihnen der in Amsterdam lebende Sympathisant Isaac Le Long geschickt hatte. Im Juni 1736 legte ein dänisches Schiff in Nuuk an, auf dem sich auch der Missionar Georg Wiesner sowie Matthäus Stachs verwitwete Mutter Rosina Stach und seine beiden Schwestern Rosina und Anna Stach befanden. Hans Egedes Frau Gertrud Rask war kurz zuvor gestorben und er hatte daraufhin beschlossen, mit seinem Sohn Niels und den beiden Töchtern nach Europa zurückzukehren, wobei auch Christian Stach folgte, sodass von den Herrnhutern und der Familie Egede nur Matthäus Stach, Johann Beck, Friedrich Böhnisch, Georg Wiesner, die Familie Stachs und Poul Egede zurückblieben, da Christian David bereits im Vorjahr abgereist war. Kurz darauf heiratete Johann Beck am 19. August 1736 die jüngere Rosina Stach (1713–1797).
Bereits am 7. Mai 1736 hatten sie einen Grönländer getroffen, der von Hans Egede über Gott erzählt bekommen hatte und Interesse an dieser Geschichte zeigte und deswegen hoffte, von den Deutschen mehr erfahren zu können. Tatsächlich war dies das erste Mal in drei Jahren gewesen, dass ein Grönländer ihnen tatsächlich zuhörte, was die Missionare sehr erfreute. Trotzdem sollte dies ein Einzelfall bleiben und in den folgenden Monaten zeigte die Bevölkerung kein Interesse an den Aktivitäten der Missionare. Diese konnten zudem nicht umherreisen, da ihr Boot kaputt war, und waren somit auf freiwillige Besuche bei ihnen angewiesen, die aber ausblieben. Es heißt, dass die Grönländer versuchsweise Gott um Nahrung gebeten hatten, aber nichts geschah, woraufhin sie meinten, dass Gott anscheinend nur so hilflosen Menschen wie den Missionaren helfen könnte. Es zeigte sich, dass das Christentum und der Glauben der Inuit völlig inkompatibel waren und sie keinen Bedarf für ein alternatives Glaubensbild hatten, sodass Johann Beck nur von ihm entgegengekommenden Spott berichten konnte. Die Missionswissenschaftlerin Thea Olsthoorn vermutet, dass die grönländische Bevölkerung in Johann Beck und seinen Kollegen eine Art Schamanen (Angakkoq) sahen, deren emotionale Erzählungen unter Tränen sie als Ekstase deuteten.

#### Erste Erfolge
Anfang 1738 wurden sie regelmäßiger von Grönländern besucht, da eine Hungersnot ausgebrochen war und die Bevölkerung hoffte bei den Missionaren an Essen zu gelangen. Ein Grönländer blieb bei ihnen, um von ihnen versorgt zu werden, während er zugleich versprach, seine Jagdbeute mit ihnen zu teilen. Die Missionare nutzten dies, um ihn zum Christentum zu bewegen, wozu er sich in den ihren Augen auch offen gegenüber zeigte und was den Zorn der anderen Grönländer erregte, aber nach einiger Zeit verließ er die Missionare wieder. Am 2. Juni 1738 kam erneut eine Gruppe zu ihnen, als einer namens K'âjarnaĸ besonderes Interesse an Johann Becks Erzählungen zeigte. K'âjarnaĸ kehrte am 11. Juni zurück und versprach anderen davon zu berichten. Er kam immer häufiger zu ihnen, lernte Gebete und zog nach einigen Wochen bei den Missionaren ein. Seine Familie und einige andere Familien kamen daraufhin auch nach Noorliit, um sich vom Christentum erzählen zu lassen, aber sie zogen später wieder weg. Lediglich K'âjarnaĸ blieb bei den Missionaren. Im Herbst zog aber K'âjarnaĸs Familie und eine weitere Familie dauerhaft nach Noorliit und schließlich wurde eine Schule gegründet, in der die Missionare die Kinder zu unterrichten versuchten. Im Winter 1739 kam es erneut zu einer Hungersnot, weswegen wieder zahlreiche Grönländer nach Noorliit kamen, weil sie sich Hilfe in Form von Nahrung erhofften. Die Missionare hofften derweil ihren Glauben verbreiten zu können. Schließlich begannen sie auch wieder verstärkt herumzureisen. So war Johann Beck im Februar 1739 in Kangeq, um die dortige Bevölkerung zu missionieren. Als dort einige Jäger nicht zurückkehrten, prophezeite er, dass sie sicherlich bald mit großer Beute zurückkehren würden, was sich bewahrheitete. Diese wahrgewordene Prophezeiung stärkte vermutlich das Vertrauen der Grönländer. Am 30. März 1739 konnten K'âjarnaĸ, seine Frau Anaĸ, der Sohn K'âjarnaĸ und die Tochter Aguna von Matthäus Stach auf die Namen Samuel, Anna, Matthäus (Matthes) und Anna (Auuna) getauft werden.
Nur wenige Wochen flüchtete Samuel (K'âjarnaĸ) jedoch wenige Wochen später aus der Missionsstation nach Süden, nachdem sein Schwager der Hexerei bezichtigt und ermordet worden war und Samuel dasselbe Schicksal angedroht worden war. Die meisten anderen Grönländer folgten ihm. Samuel verbreitete im Süden jedoch das Christentum unter seinen Mitmenschen, die somit im Herbst 1739 in großen Zahlen nach Noorliit kamen, aber ungetauft im folgenden Frühjahr wieder davonzogen.
1740 wurden sie von Andreas Grasmann besucht, der den Status der Missionsarbeit bewerten sollte. Sein Besuch stärkte die Motivation der Missionare noch einmal und zudem begann man die Vorgehensweise zu ändern. Anstatt Einzelgespräche zu suchen, wollte man sich in Reden an die Menschen wenden und nicht mehr mit dem Thema Schöpfung beginnen, sondern gleich Jesus, den Heiland, verkünden. Dabei, so Olsthoorn, tappten die Missionare mangels passender Begriffe oft im Dunkeln und ließen sich von den „Erstlingen“ beraten; welche Konzepte diese Neubekehrten aber ihrerseits vom christlichen Glauben hatten und weitergaben, sei für sie nicht kontrollierbar gewesen. Als Grasmann zurückreiste, reiste Matthäus Stach mit. Am 4. Juli 1740 heirateten Friedrich Böhnisch und Anna Stach und am selben Tag kehrte Samuel überraschend zurück. Er hatte erfolglos zu missionieren versucht und anschließend aufgegeben und war zurückgekehrt. Am 30. Oktober 1740 wurde die Jungfrau Pusimeq von Johann Beck auf den Namen Sarah getauft.
Johann Beck und seine Kollegen machten sich daran, religiöse Texte ins Grönländische zu übersetzen, wobei sie Hilfe von Samuel und Sarah erhielten. Am 27. Februar 1741 starb Samuel nach einigen Tagen Krankheit. Er wurde in einer feierlichen Zeremonie, der auch die dänischen Missionare angehörten, auf dem neu angelegten Friedhof beerdigt. Er ist auf dem Herrnhuter Erstlingsbild dargestellt.

#### Reisen nach Europa, Wechsel nach Akunnaat und Tod

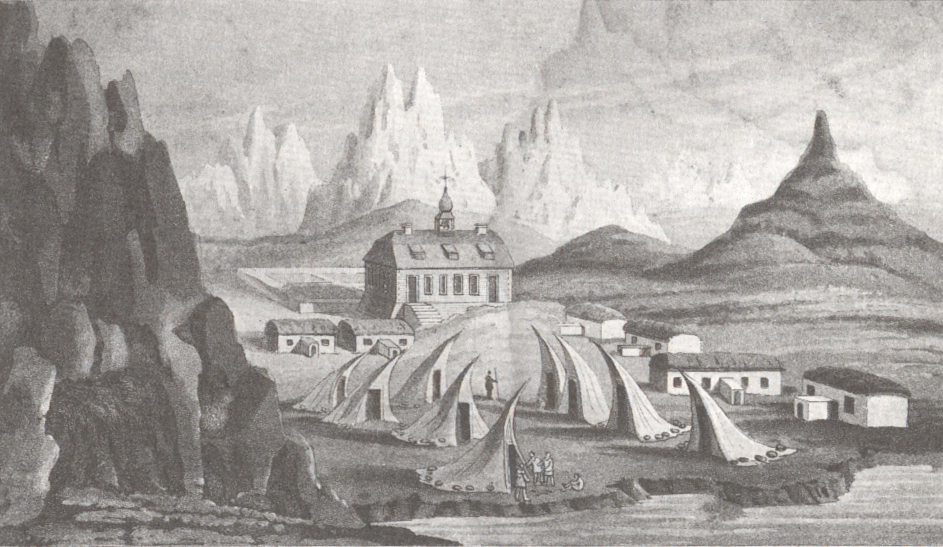
Lichtenfels (Akunnaat)

Aus seiner Ehe mit Rosina Stach hatte Johann Beck insgesamt neun Kinder. 1745 reiste er nach Europa, um vier Kinder dort zwecks Erziehung zurückzulassen. In Marienborn wurde er am 10. Januar 1746 zum Diakon ernannt. Im April 1746 reiste er noch einmal kurz nach Grönland, kehrte aber im September wieder zurück nach Europa, wo er am 5. April 1747 Presbyter wurde. Anschließend kehrte er wieder nach Grönland zurück, wo er das neue noch heute existierende Missionsgebäude errichtete. Im Sommer 1757 reiste er noch einmal mit seiner Familie nach Europa und traf seinen früheren Freund Johann Hadwig in Herrnhut wieder. Anschließend reiste er nach Holland, wo er seine grönländische Übersetzung der Leidensgeschichte Jesu sowie ein Gesangbuch drucken ließ. 1759 kehrte er nach Grönland zurück, wo die Herrnhuter kurz zuvor die neue Missionsstation Lichtenfels in Akunnaat errichtet hatten. Er wurde Leiter seiner Kirchengemeinde und zog kurz darauf selbst nach Akunnaat. 1764 wurde er zum Direktor der Herrnhuter Mission in Grönland ernannt. 1770 reiste er noch einmal von Akunnaat nach Noorliit. Am Ende seines Lebens hatte er das ganze Neue Testament, viele Lieder und andere religiöse Texte ins Grönländische übersetzt. Er taufte Hunderte Grönländer. Seit etwa 1760 war er häufig krank. Am 11. März 1777 wurde er erneut krank und am dem 17. März sah seinen Tod kommen. Er starb am Morgen des 19. März 1777 im Alter von 70 Jahren in Akunnaat, 43 Jahre nachdem er nach Grönland gekommen war. Er hinterließ fünf Kinder, von denen drei in Deutschland lebten. Sein Sohn Jacob Beck diente ebenfalls als Missionar in Grönland, während sein Sohn Johann Beck als Missionar in Labrador arbeitete. Johann Becks Nachkommen wirkten noch bis etwa 1850 in Grönland.